# Alain Rey
Alain Rey (francès: Alain Reys)  (Pont del Chastèl, 30 d'agost de 1928 - 9è districte de París, 28 d'octubre de 2020) fou un lingüista i lexicògraf francès. Ha estat denominat com «el rei dels mots» o «el senyor dels mots».
Després d'estudiar ciències polítiques, literatura i història de l'art a la Sorbona, respon el 1952 a un anunci de Paul Robert, fundador dels famosos diccionaris Robert, que busca lingüistes per crear un diccionari. Alain Rey es converteix llavors en el primer col·laborador del diccionari alfabètic i analògic. Durant aquest període, coneix a Jossette Rey-Debove que treballa en el mateix equip. Es casen el 1954. Especialista en lingüística i lexicografia, es va convertir en redactor en cap de les edicions de Le Robert, on es va responsabilitzar de la publicació. El 1964 surt el primer diccionari Le Robert, seguit de Le Petit Robert (1967), Robert Micro, Le Petit Robert des noms propres (1974), el Dictionnaire des expressions et locutions (1979), el Grand Robert de la langue française en 9 volums (1985), el Nouveau Petit Robert de la langue française (1993), i el Dictionnaire historique de la langue française (1992). A l'octubre de 2005, va publicar el seu Dictionnaire culturel de la langue française. El 2006 va publicar A mots découverts i el 2007 Mille ans de langue française, histoire d'une passion.
Rey també ha estat un home de televisió i ràdio, i durant anys, ha intervingut a France Inter, a la crònica Le mot de la fin. Ha publicat nombrosos llibres sobre llenguatge, semiòtica i literatura.
També va ser professor a les universitats d'Indiana Bloomington, del 1969 al 1970, i Paris III-Nouvelle Sorbonne, del 1973 al 1980, on va transmetre el seu coneixement i experiència lexicogràfica.
L'any 2003 va rebre l'Ordre National du Québec per la seva notable contribució a la qualitat i la influència de la llengua francesa del Quebec. A finals de 2005, el ministre de Cultura i Comunicació de França li va atorgar el títol de Comandant en l'Ordre de les Arts i les Lletres.
Durant la temporada 2007-2008, participa habitualment en el programa setmanal de Laurent Baffie, C'est quoi ce bordel?, a Europa 1 del diumenge al matí, explicant novament l'origen de determinades paraules i expressions. Durant diversos anys, també ha mantingut una columna a The Literary Magazine, titulada The Last Word. Regularment apareix als mitjans com a especialista en llengua francesa (Le Petit Journal [Quan], La bande originale en 2014, però també en 2017 i 2018 en un vídeo del youtuber Squeezie, on també apareixen els rapers Bigflo i Oli.